# Andries Brandt
Andries Brandt (Haarlem, 22 juni 1918 – Acquoy, 15 april 1985) was een Nederlands stripauteur die vooral bekend werd vanwege zijn werk voor de Toonder Studio's. Zijn verhalen hebben een sterke voorkeur voor absurde en occulte thema's.

## Biografie
Andries Brandt werd op 22 juni 1918 geboren te Haarlem. Na zijn schooltijd had hij diverse baantjes tot hij in 1938 toetrad tot het leger. Hij diende tot mei 1940 als vaandrig bij een grensbataljon van het Nederlandse leger.

### Tweede Wereldoorlog en collaboratie
In de Tweede Wereldoorlog had Brandt verschillende banen. Van mei 1943 tot de herfst van 1944 werkte hij in Mauser Werke-fabriek in Oberndorf. Op 1 november 1944 trad hij toe tot de Waffen-SS waarbij hij werd opgeleid tot officier. Zijn commando-officier was Andries Pieters, wiens groep bekend stond onder de naam Kommando Zeppelin of Kommando Steinbach. Brandt heeft later aangegeven niet actief betrokken te zijn geweest bij de wrede excessen van deze groep van Pieters, maar wel getuige te zijn geweest. In mei 1945 trok Brandt terug naar Nederland. Aanvankelijk hield hij zich verscholen, maar in september 1947 gaf hij zich toch aan en werd hij als collaborateur veroordeeld tot vier jaar cel en dwangarbeid in de Limburgse mijnen.

### Toonder Studio’s
In 1955 werd Brandt als striptekenaar door de Marten Toonder Studios in Amsterdam ingehuurd. Marten Toonder was deels bekend met Brandts achtergrond, maar vond dat hij een nieuwe kans verdiende. Brandt werkte zowel als tekenaar als schrijver. Hij werkte mee aan strips als Tom Poes, Panda, Kappie en Olle Kapoen. Zijn eerste eigen creatie voor de studio was Holle Pinkel, een strip die Brandt aanvankelijk ook zelf tekende. Ook schreef hij krantenstrips als Birre Beer, Aafje Anders en de wat duistere strip Horre, Harm en Hella.
Toen de Toonder Studio een belangrijke opdracht kreeg voor het weekblad Donald Duck, werden Brandt en Patty Klein de belangrijkste scenaristen voor strips als Kleine Hiawatha en De Grote Boze Wolf. Ook schreef Brandt veel van de ballonstrips van Tom Poes voor de Donald Duck.
In 1965 bedacht hij voor de Donald Duck de Booswichtenclub, een club van Disneyfiguren opgericht met de bedoeling om het Duckstadse Bos te terroriseren.

### Freelance scenarist
In 1972 verliet Brandt de Toonder Studio’s en ging hij werken als freelancer vanuit zijn boerderij in Acquoy. Hij schreef onder andere strips voor het tijdschrift Tina, Sjors en Eppo. Hij schreef voor Tina de strip Jennifer Scott, die werd getekend door Piet Wijn. Voor Eppo maakte Brandt samen met Jan Steeman de voetbalstrip Roel Dijkstra. In 1975 was Brandt, samen met Patty Klein, Jan van Haasteren, Robert van der Kroft, Thé Tjong-Khing, Jan Steeman en Lo Hartog van Banda, één van de oprichters van De Vrije Balloen.

### Dood en nasleep
Brandt overleed op 15 april 1985 thuis aan een hartaanval. Veel collega’s en vrienden hoorden pas na Brandt zijn dood over diens oorlogsverleden.

## Stripverhalen (selectie)
Andries schreef scenario’s voor o.a. de volgende strips:
- Aafje Anders
- Birre Beer
- De Grote Boze Wolf
- Holle Pinkel
- Horre, Harm en Hella
- Jennifer Scott

- Kleine Hiawatha
- Olle Kapoen
- Oom Otter (met Carry Brugman)
- Polletje Pluim
- Roel Dijkstra
- Tom Poes (ballonstrips)